# Porte Saint-James
La porte Saint-James est une petite porte de Paris, en France, située dans le bois de Boulogne et rattachée au 16e arrondissement.

## Situation et accès
La porte Saint-James est située à l'orée du bois de Boulogne et localisée à 250 m au nord de la porte de Madrid et à 400 m au sud de la porte de Neuilly. Elle se situe le long du boulevard du Commandant-Charcot, entre Paris et Neuilly-sur-Seine.
La porte Saint-James constitue un accès secondaire au bois de Boulogne à partir de Neuilly-sur-Seine. Elle donne sur la mare Saint-James du bois.
La porte Saint-James n'a aucun accès aux voies du périphérique.

## Origine du nom
Son nom vient de Claude Baudard de Saint-James qui fit construire au XVIIIe siècle une luxueuse propriété, la folie Saint-James, à proximité. La porte a donné son nom à la route de la Porte-Saint-James.

## Historique
Étant l'une des portes d'entrée nord-ouest du bois, elle ne faisait pas partie de l'enceinte de Thiers.
S'y trouve un des anciens pavillons d'entrée du bois de Boulogne, créés par l'architecte Gabriel Davioud dans le cadre des travaux haussmanniens, sous lesquels a lieu le réaménagement du bois.